# Národní divadlo Podgorica
Černohorské národní divadlo (černohorsky: Crnogorsko Narodno Pozorište) je nejvýznamnější kulturní stavba v černohorském hlavním městě Podgorici. Splňuje několik účelů a nabízí celou řadu programů, kromě divadla slouží také jako budova metropolitní opery. Jako jedna z nejvýznamnějších staveb je vyobrazena na kulturních mapách Černé Hory a celého Balkánu.

## Historie

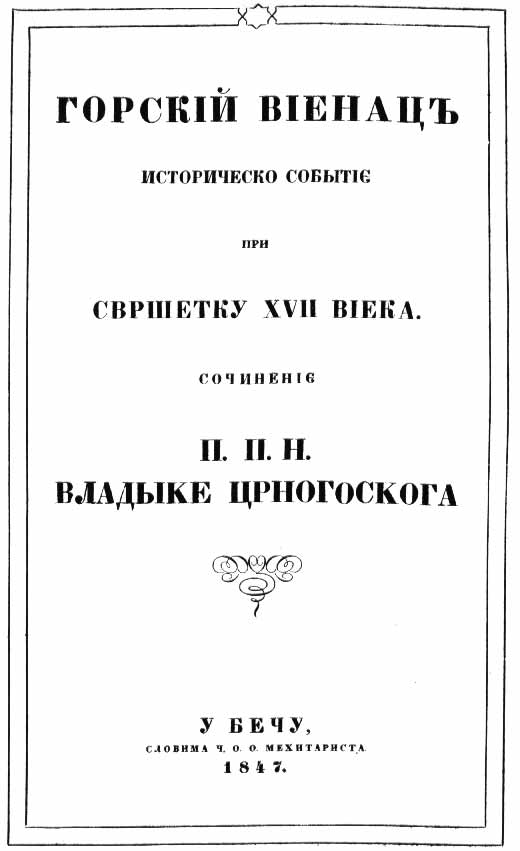
Plakát na představení "Gorski vijenac

Černohorské národní divadlo bylo založeno v roce 1953 jako obecní instituce zvaná Titogradské městské muzeum. Záměrem bylo vytvořit silnou instituci, která bude fungovat jako národní divadlo. Od roku 1958 se budova stalo hlavní budovou černohorské divadelní scény a po rozhodnutí o upravení divadel měst Nikšić, Kotor, Cetinje a Pljevlja bylo divadlo známé na celém Balkáně.
Od samého počátku Národní divadlo přilákalo většinu kulturních subjektů se sídlem v Černé Hoře. Podporovalo kulturní vzrůst Černé Hory tím, že hrálo nejen domácí, ale i světová dramata apod.
Prvním představením Národního divadla byl "Gorski vijenac" upraven a režírován N. Vavićem. Poté byla tato inscenace premiéru v prosinci 1960 v Záhřebu, a byla provedena u příležitosti 100. výročí chorvatského Národního divadla.
V polovině sedmdesátých let se divadlo stalo ještě známějším díky Vladu Popovićovi, oslavovanému dramatickému umělci. Ten se stal také ředitelem Černohorského národního divadla. Během této doby si divadlo vyžádalo značnou popularitu, vysokou návštěvnost i kritiku.
Osmdesátá léta nebyla pro divadlo moc úspěšná, představení se málokdy povedla s velkým úspěchem. Budova vyhořela v roce 1989, čímž se činnost Černohorského národního divadla zastavila na několik let.
Po slavnostním otevření nově rekonstruované budově v roce 1997 divadlo opět potvrdilo svůj význam. Nová koncepce této divadelní instituce zahájila úspěšně vývoj v čele s novým řízením a uměleckým týmem především díky úsilí profesora a divadelního režiséra Branislava Mićunoviće. Během následujících let divadlo mezinárodně prospívalo státu a hlavní role si v některých představeních zahráli i světoznámí herci.
V období mezi lety 1997, kdy byla otevřena nová budova, a 2007 byla doba obrození a pokroku, s více než 40 novými díly. Několik nových festivalů byly zahájeny právě v divadle, včetně Černohorského divadelního a hudebního festivalu. Činnost Černohorského národního divadla se v této době po otevření zrekonstruované budovy vyšplhala až na žebříček nejlepších divadel Evropy. Divadlo působil jako animátor a "velvyslanec" kultury, jako středisko uměleckých akcí a jako podporovatel současných trendů v mezinárodním divadelním oboru. Společně s Černohorským královským divadlem v Cetinje je to nejvýznamnější kulturní centrum v Černé Hoře.

## Osobnosti
- Janko Ljumović, ředitel divadla
- Goran Bulajić, dramaturg
- Safet Šaćiri, tajemník
- Milovan Radojević, hospodářský správce
- Nora Jakotić, autor hudby
- Ada Ražnatović, dirigent

### Režiséři
- Arso Milačić
- Luka Doknić

### Autoři her
- Petar II. Petrović-Njegoš
- Dravka Vujović
- Dejan Djurković

### Významní herci
- Branislav Mićunović
- Vojislav Brajović
- Isidora Minić
- Dragica Tomas